# Golden Eagle International Plaza
Le Golden Eagle International Plaza est un gratte-ciel de 214 mètres construit en 1998 à Nanjing en Chine. Il est situé à côté du Golden Eagle International Shopping Center.